# Анналы химии и физики

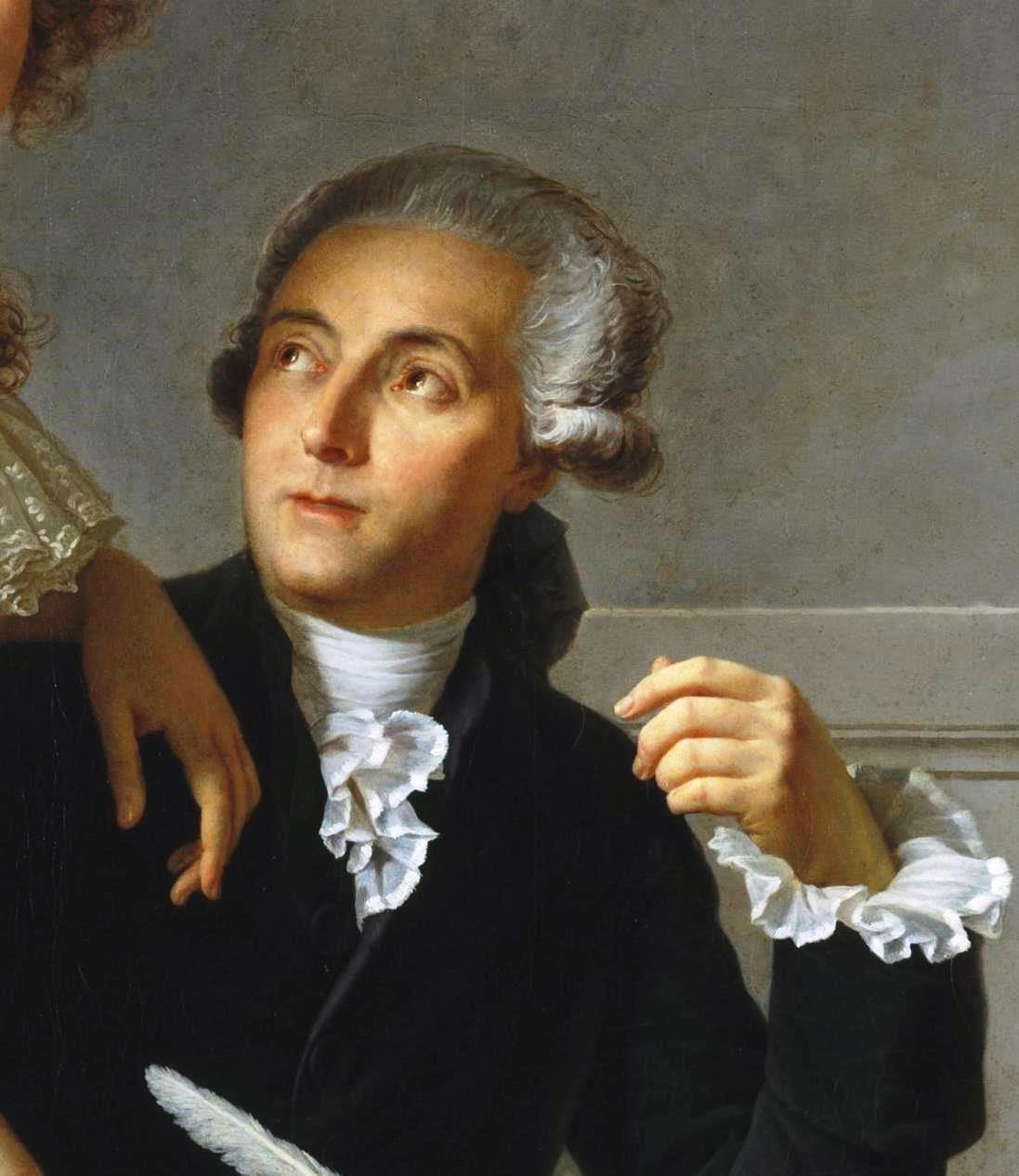
Антуан Лавуазье был одним из первых редакторов журнала.

«Анналы химии и физики» (фр. Les Annales de chimie et de physique) — научный журнал, основанный в 1789 году в Париже под первоначальным названием «Annales de chimie». Одним из первых редакторов журнала был французский химик Антуан Лавуазье. В создании журнала участвовали также Клод Луи Бертолле и Доминик Француа Араго. В 1816 году журнал получил название «Анналы химии и физики», которое сохранял до 1913 года, когда был разделен на два отдельных периодических издания, названных «Анналы химии» (Annales de chimie) и «Анналы физики» (Annales de physique).
Журнал Annales de Physique издается под этим названием. В 1978 году журнал «Анналы химии» стал называться «Анналы химии — Материаловедение» (Annales de chimie — Science des matériaux). С 1998 по 2004 годы оба журнала публиковались онлайн издательством Elsevier Science. С 2004 года издание продолжает издательство Lavoisier. Хотя названия изменились и журнал был разделен на два отдельных периодических издания, нумерация томов по-прежнему сохраняет преемственность между различными названиями, как для «Анналов химии», так и для «Анналов физики».

## Каталоги
- Каталог периодических изданий Университета Осло включает:
  - Анналы химии — 1789—1800, 1914—1977 гг.
  - Анналы химии и физики — 1816—1913 гг.
  - Анналы химии — материаловедение — 1978—1998 гг.
- Каталог периодических изданий Королевского химического общества включает:
  - Анналы химии — материаловедение 1789—1815; 1914—2004, т. 1-96, [9] 1-29.
  - Анналы химии и физики 1816—1913 гг., серии [2]-[8].
- Каталог Австралийской национальной библиотеки включает Анналы химии — материаловедение с 1978 года по настоящее время
- Каталог Австралийской национальной библиотеки включает Анналы физики с 1914 года по настоящее время